# Salvador (Madrid)
Salvador (más conocido como El Salvador) es un barrio en el distrito de San Blas-Canillejas, en la ciudad española de Madrid. Contaba con una población de 11 569 habitantes en 2014. Está delimitado al norte por la avenida de América, al sur por la calle de Alcalá (números impares), al este por las calles Esparta (parte final), María Tarín, Eduardo Terán, la finca del parque Quinta de Torre Arias (la última finca privada de la ciudad, adquirida en 2012 por el Ayuntamiento de Madrid) y la calle Rodríguez Ayuso (comienzo), y al oeste por la calle General Aranaz (números pares). Se trata de un barrio de clase media-alta y altamente urbanizado.
En el barrio de Salvador se encuentran el parque Quinta de los Molinos, de 20,16 ha, propiedad que pasaría a titularidad pública en 1980.

## Equipamientos

### Educación

#### Públicos
- Colegio Público Marqués de Suanzes. Avenida Veinticinco de Septiembre, 1
- IES Marqués de Suanzes. Avenida Veinticinco de Septiembre, 3

#### Privados
- Colegio Brains María  Lombillo. Calle María Lombillo, 5
- Centro de Atención Integral a la Parálisis Cerebral. Calle Tabatinga, 11

#### Enseñanza superior
- Universidad de Navarra (Sede de Postgrado). Calle Marquesado de Santa Marta, 3

### Sanidad
- Clínica Universidad de Navarra (privada). Calle Marquesado de Santa Marta, 1

### Parques
- Parque Quinta de los Molinos. Calle de Alcalá, 502
- Parque Quinta de Torre Arias. Calle de Alcalá, 551

### Centros deportivos
- Instalación Deportiva Daniel Guzmán Álvarez "Pegasito". Calle Alcalá, 535 (esquina Avenida 25 de Septiembre)
- Centro Deportivo Alcalá 525. Calle Alcalá, 525 (entrada por calle Iquitos)
- Club Suanzes Deporte y Ocio. Plaza Olivas, 5
- C1 CrossFit. Calle Alegría de Oria, 1 (posterior)

### Centros religiosos
- Capilla Virgen del Trabajo. Avenida Veinticinco de Septiembre, 2
- Convento de Santa Ana y San José. Calle del General Aranaz, 58
- Parroquia Cristo Sacerdote. Calle López de Aranda, 52

### Alojamientos
- Hotel Meliá Avenida América. Calle Juan Ignacio Luca de Tena, 36
- Hotel Silken Puerta Madrid. Calle Juan Rizi, 5

## Transportes

### Cercanías Madrid
El barrio no posee ninguna estación de Cercanías.

### Metro de Madrid
La línea 5 es la única que presta servicio a este barrio con 2 estaciones:
- Suanzes
- Torre Arias

### Autobuses
Las siguientes líneas urbanas recorren el barrio:
| Línea | Terminales                                 |
| ----- | ------------------------------------------ |
| 21    | Pintor Rosales – El Salvador               |
| 77    | Ciudad Lineal – Colonia Fin de Semana      |
| 104   | Ciudad Lineal – Mar de Cristal             |
| 105   | Ciudad Lineal – Barajas                    |
| 114   | Avenida de América – Barrio del Aeropuerto |
| 146   | Callao – Los Molinos                       |
| N4    | Cibeles – Barajas                          |
| N5    | Cibeles – Colonia Fin de Semana            |